# Sebastián Mauricio Fernández
Sebastián Maurico Fernández Presa (Montevideo, 15 novembre 1989) è un calciatore uruguaiano, attaccante dello Sportivo Bella Italia.

## Carriera
Ha iniziato la sua carriera professionistica con il Miramar Misiones nel 2008, all'età di 19 anni. Nel febbraio del 2012, passa al Danubio, collezionando in prima divisione 14 presenze e 4 gol segnati. L'8 giugno 2012 si trasferisce in Messico per giocare con il San Luis. L'28 dicembre 2012 si trasferisce in Perù per giocare con l'Universitario.

## Palmarès

### Club

#### Competizioni nazionali
- Campionato peruviano: 1

Universitario: 2013